# Klobusiczky Ferenc (kalocsai érsek)
Klobusiczi és zethényi báró Klobusiczky Ferenc József János (Eperjes, 1707. november 29. – Pest, 1760. április 5.) többször püspök, majd kalocsai érsek.

## Élete
A főnemesi báró klobusiczi és zétényi Klobusiczky család sarja. Apja, báró klobusiczi és zétényi Klobusiczky István (1683-1717), királyi táblai tanácsos, anyja, kapivári Kapy Klára (†1757) volt. A gimnáziumot Eperjesen végezte, majd Bécsben tanult. Már ekkor Szent Jakabról nevezett veszprémi apát. 1726-ban a Collegium Germanicum Hungaricum növendéke lett. Rómában a teológia doktora, és 1730-ban lateráni kanonok lett. Ugyanennek az évnek augusztusától Nagyfödémes és Jóka plébánosa. 1731-től szepesi, 1732-től esztergomi kanonok. 1733-tól gömöri, majd sasvári főesperes, 1734-től érseki helynök, decembertől káptalan, nagyprépost. 
1741. április 21-étől erdélyi megyés püspök, de mivel esztergomi birtokait is megtartotta, a Szentszék megrótta, így püspökségét csak 1743-tól ismerte el. Később, 1748-tól zágrábi megyés püspök lett, majd végül 1751. július 30-ától kalocsai érsek, ahol papnevelő intézetet alapított. Az újonnan telepített községekben plébániákat alapított. A hétszemélyes tábla ülnöke volt 1751-től, s így élete végéig Pesten élt.

## Művei
- Systema mundi coelestis. Per quaesita et resonsa in synopsi proposita. Cassoviae. 1726
- De communione suffragiorum, pro mortuis ex clero deinceps ineunda. Tyrnaviae, 1734
- Epistola paraenetica ad clerum Zagrabiensem. Zagrabiae, 1751
- Epistola pastoralis ad archiepiscopatus Colocensis et Bacsiensis ecclesiarum canonice unitarum clerum. Budae, 1756 (2. kiadás. Bécs, 1756)